# Dominik Opatrný
Dominik Opatrný (* 1980) je český katolický teolog a etik.
Zabývá se zejména biblickými základy křesťanské etiky, etickými otázkami manželství a rodiny a etikou v teologii mistra Jana Husa.
Od roku 2011 působí na Cyrilometodějské teologické fakultě Univerzity Palackého v Olomouci, kde přednáší morální teologii.
V letech 2015–2020 sloužil jako nemocniční kaplan ve Fakultní nemocnici Olomouc.